# (55755) Blythe
(55755) Blythe (1991 TB15) – planetoida z grupy pasa głównego asteroid okrążająca Słońce w ciągu 3,6 lat w średniej odległości 2,35 j.a. Odkryta 6 października 1991 roku.